# Спарта (Теннессі)
Спарта (англ. Sparta) — місто (англ. city) в США, в окрузі Вайт штату Теннессі. Населення — 4998 осіб (2020).

## Географія
Спарта розташована за координатами 35°56′5″ пн. ш. 85°28′21″ зх. д. / 35.93472° пн. ш. 85.47250° зх. д. (35.934789, -85.472439).  За даними Бюро перепису населення США в 2010 році місто мало площу 17,45 км², уся площа — суходіл.

## Демографія
Згідно з переписом 2010 року, у місті мешкало 4925 осіб у 2021 домогосподарстві у складі 1243 родин. Густота населення становила 282 особи/км².  Було 2293 помешкання (131/км²).
Расовий склад населення:
| - 91,0 % — білих - 5,6 % — чорних або афроамериканців - 0,5 % — азіатів - 0,4 % — корінних американців |

До двох чи більше рас належало 2,1 %. Частка іспаномовних становила 1,8 % від усіх жителів.
За віковим діапазоном населення розподілялося таким чином: 19,3 % — особи молодші 18 років, 57,7 % — особи у віці 18—64 років, 23,0 % — особи у віці 65 років та старші. Медіана віку мешканця становила 43,6 року. На 100 осіб жіночої статі у місті припадало 88,8 чоловіків;  на 100 жінок у віці від 18 років та старших — 83,5 чоловіків також старших 18 років.
Середній дохід на одне домашнє господарство  становив 37 947 доларів США (медіана — 27 320), а середній дохід на одну сім'ю — 48 505 доларів (медіана — 38 708). Медіана доходів становила 33 981 долар для чоловіків та 30 017 доларів для жінок. За межею бідності перебувало 24,3 % осіб, у тому числі 29,9 % дітей у віці до 18 років та 23,7 % осіб у віці 65 років та старших.
Цивільне працевлаштоване населення становило 1721 особа. Основні галузі зайнятості: освіта, охорона здоров'я та соціальна допомога — 23,5 %, виробництво — 15,9 %, публічна адміністрація — 11,6 %, роздрібна торгівля — 11,3 %.